# Collège loyaliste
Le Collège Loyaliste (anciennement Collège Loyaliste des Arts appliqués et de Technologie) est une université communautaire anglophone à Belleville, en Ontario, au Canada.

## Histoire
L'école a été fondée en 1967 sous l'impulsion de la province de l'Ontario, qui a fondé plusieurs institutions du même type afin d'offrir des diplômes professionnalisants, des certificats de scolarité ainsi que des formations continues. Le nom du collège rappelle l'installation dans la région de loyalistes de l'Empire-Uni. Opérant à l'origine dans un lycée local, le collège loyaliste a déménagé dans son actuel campus, grand de 0,8 km2 et situé sur la route Wallbridge-Loyalist, en 1968. L'université possède également un deuxième campus, en association avec le First Nations Technical Institute dans la réserve indienne de Tyendinaga.

## Formations proposées
Le collège loyaliste est reconnu dans la région pour ses formations de journalisme, photojournalisme, diffusion de programmes radios ou télévisés, ainsi que celles d'assistance sociale.

## Sports
Les équipes sportives de l'école prennent de nom de "Lancers", et leurs couleurs sont le bleu et le bordeaux. Ils pratiquent le volleyball, le basket-ball, le rugby à XV masculin, le football féminin et le Cross-country (cyclisme).

## Résidences étudiantes
Les résidences étudiantes du collège loyaliste sont situés à une courte distance à pied du campus. Cinq immeubles accueillent environ 500 étudiants.

## Anciens élèves célèbres
- Mary-Anne Sills, ancienne maire de Belleville
- Erin Davis, animateur radio (CHFI-FM)
- Ernie Parsons, actuel député provincial de Prince Edward—Hastings